# Miyabe Keijun
Pour les articles homonymes, voir Miyabe.
Miyabe Keijun est un nom japonais traditionnel ; le nom de famille (ou le nom d'école), Miyabe, précède donc le prénom (ou le nom d'artiste).
Miyabe Keijun (宮部 継潤, 1528-20 avril 1599) est un moine de la secte Tendai du mont Hiei dans l'ouest du Japon. Père de Miyabe Nagafusa, il devient un administrateur renommé sous Toyotomi Hideyoshi au cours de la seconde moitié de l'époque Sengoku du Japon féodal. Son nom peut aussi être lu comme « Miyabe Tsugimasu ». Keijun reçoit d'Azai Nagamasa le château de Miyabe lorsqu'il soutient le clan Azai. Alors qu'il lutte contre le clan Oda à la bataille d'Anegawa en 1570, Nagamasa et son homologue Asakura Yoshikage sont défaits, incitant Keijun à se méfier des capacités de son maître, mais pas au point d'être disposé à lui faire défaut. Cependant, comme Oda Nobunaga assiège le château de Sawayama du clan Azai en 1573 — à qui Isono Kazumasa, le gardien du château, cède à la suite d'une assaut de plus de trois mois — Nagamasa met la mère âgée de Kazumasa, qu'il tient alors en otage dans le château d'Odani de sorte que son vassal soit plus disposé à ne pas se rendre, sur le champ d'exécution pour la mettre à mort[pas clair], ce sur quoi Keijun, furieux des dispositions à la trahison de Nagamasa, fait défection pour se ranger du côté de Nobunaga et l'aider à faire chuter les Azai. Tant Nagamasa que les Azai sont entièrement détruits après sa défection, Keijun est au service de Nobunaga jusqu'au décès de ce dernier en 1582, après quoi il sert Toyotomi Hideyoshi et l'aide largement dans l'administration et la production agricole.
Soutenant son maître en participant en outre à la campagne de Kyūshū de 1587, Keijun combat dans la majorité des batailles et observe d'autres conflits tels que l'attaque de Toyotomi sur le château de Taka dans la province de Hyūga. Il continue ses prouesses à la fois dans l'agriculture et l'administration au cours des années qui passent et Hideyoshi le récompense en lui attribuant le château de Tottori dans la province d'Inaba, château qu'il transmet à son fils en 1596 lorsqu'il se retire du service de Toyotomi comme administrateur.

## Source de la traduction
- (en) Cet article est partiellement ou en totalité issu de l’article de Wikipédia en anglais intitulé « Miyabe Keijun » (voir la liste des auteurs).